# Mariano Smiriglio

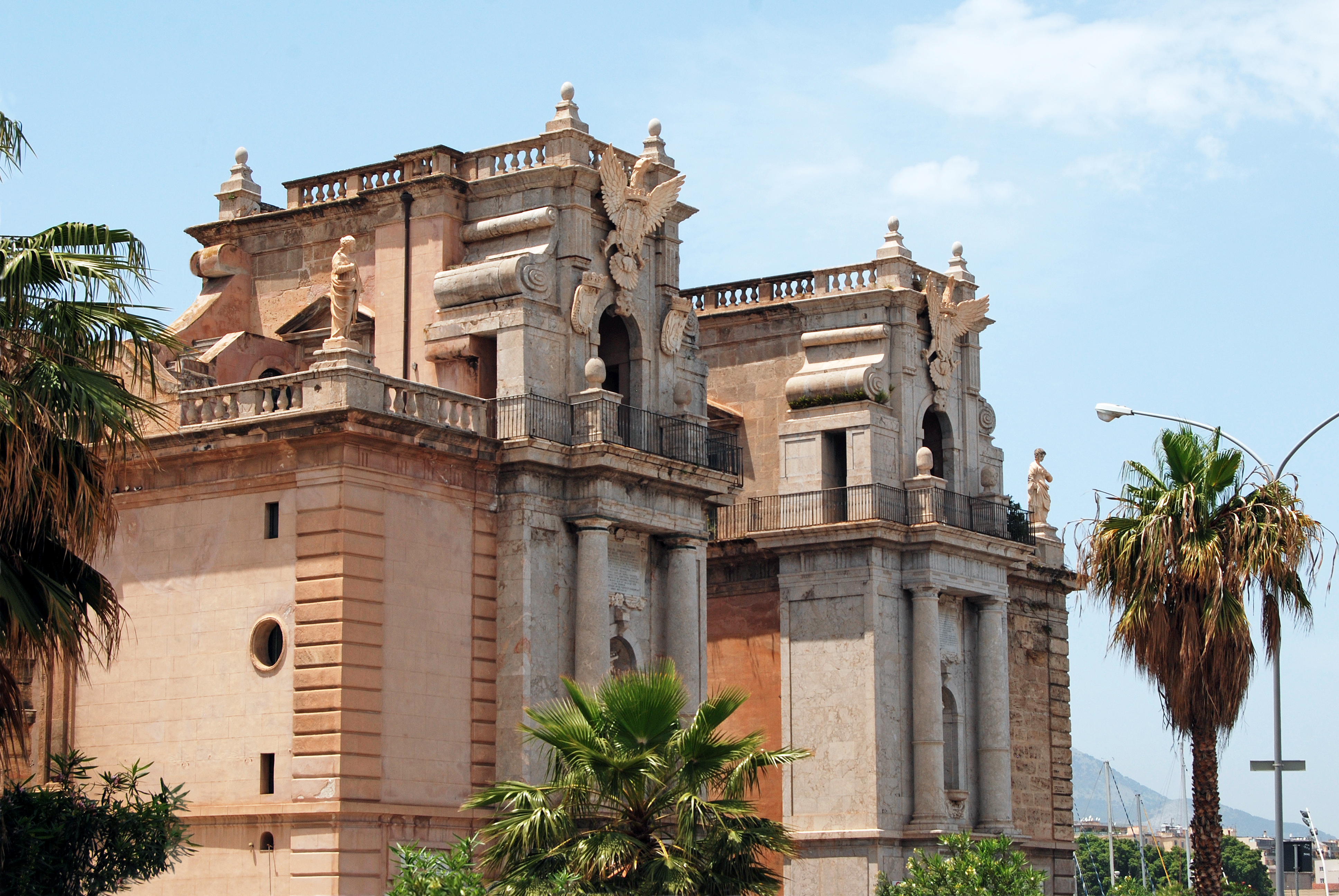
Porta feliz

Mariano Smiriglio (Palermo, 1561 – Palermo, 10 de setembro de1636) foi um arquiteto, pintor e decorador italiano. Foi um dos protagonistas da transição entre o Maneirismo e o Barroco na Sicília, na primeira metade do século XVII. Nasceu em Palermo, e começou como pintor na escola de Filippo Paladini , depois trabalhou como arquiteto. Em 1602, Smiriglio tornou-se o arquiteto oficial do Senado de Palermo . Nessa função, colaborou com Giulio Lasso para a construção do Quattro Canti . Foi o arquiteto de outros marcos de Palermo: projetou a cênica Porta Felice, Palermo , o Arsenal , fontes e várias igrejas.
Smiriglio morreu em 1636 em Palermo e foi sepultado na Igreja da Madonna del Soccorso.

## Obra
- Século XVII, Santa Maria Maddalena, pintura, obra conservada na catedral de Santa Maria Maddalena em Borgetto .